# Adriano Ferreri
Adriano Maurício Guilherme Brandão Soares de Castro Ferreri (Valença do Minho, 3 de maio de 1798 — Lisboa, 14 de março de 1860) foi um oficial general do Exército Português que, entre outras funções de relevo, foi deputado às Cortes em várias legislaturas, Ministro e Secretário de Estado dos Negócios da Guerra do 18.º governo da Monarquia Constitucional, em funções de 18 de junho de 1849 a 27 de abril de 1851, e Ministro e Secretário de Estado dos Negócios da Marinha e Ultramar do 23.º governo da Monarquia Constitucional, em funções de 16 de março de 1859 a 12 de março de 1860. Foi pai de Alfredo Brandão Cró de Castro Ferreri e de Adriano Augusto Brandão de Sousa Ferreri, o 1.º visconde de Ferreri.

## Biografia
Nasceu em Valença, filho de Agostinho Brandão Soares de Castro e de Josefa Clara de Gusmão Ferreri. Era neto materno do coronel Francisco Vicente Ferreri, natural de Bolonha e coronel do Regimento de Infantaria n.º 21, e de sua esposa Josefa Furtado Paes, natural de Lusinde e sobrinho do barão de São Martinho de Dume. Foi fidalgo-cavaleiro da Casa Real por alvará de 24 abril de 1845. 
Comendador das Ordens de Nossa Senhora da Conceição de Vila Viçosa, e da Ordem de São Bento de Avis e cavaleiro da Ordem Militar da Torre e Espada, do Valor, Lealdade e Mérito, em virtude dos actos de valor que praticou durante o assédio da cidade do Porto em 1832-1833, e particularmente na acção de 24 de Março de 1833, dirigindo as baterias do Fojo, Monte Captivo e Póvoa.
Foi condecorado com a Medalha de 2 campanhas da Guerra Peninsular, e com a Cruz de Ouro de Montevideu ; Grã-Cruz da distinta Ordem de Carlos III de Espanha ; Comendador da Ordem dos Santos Maurício e Lázaro de Sardenha.
Ministro de Estado honorário, cargo que exerceu por várias vezes nos ministérios da Guerra, e da Marinha e Ultramar ; serviu por muitos anos como Director da primeira Direcção da Secretaria de Estado dos Negócios da Guerra. Exerceu o cargo de comandante da Academia Militar de 1841 até 1851.
Deputado em várias legislaturas; Tenente General do Exercito. 
Morreu em Lisboa a 14 de Março de 1860 no cargo de Ministro da Marinha e Ultramar. Havendo assentado praça em Valença do Minho a 16 de Janeiro de 1806 no Regimento de Infantaria n.° 21, passou às fileiras em 1812, e depois para a arma de Artilharia onde fez a sua carreira. Casou em primeiras núpcias, a 19 de Maio de 1836, com D. Maria Romana de Sousa Falcão, que morreu em 1842. 